# IK Start
IK Start este o echipă de fotbal din Kristiansand, Norvegia.

## Palmares
Prima Ligă Norvegiană
- - Campioni (2): 1978, 1980
  - Locul 2 (1): 2005

A Doua Ligă Norvegiană:
- - Campioni (1): 2004
  - Locul 3 - playoff (1): 1999